# Palimna rondoni
Palimna rondoni là một loài bọ cánh cứng trong họ Cerambycidae.